# Conservatorio Profesional de Música de Santa Cruz de Tenerife
El Conservatorio Profesional de Música de Santa Cruz de Tenerife es un conservatorio de la ciudad de Santa Cruz de Tenerife (Canarias, España).
Esta entidad tiene sus antecedentes en la Sociedad Filarmónica "Santa Cecilia" y el Círculo de Bellas Artes. En la década de 1940, la escuela municipal de música de Santa Cruz de Tenerife impartió enseñanzas de música. En 1974 se le reconoce la validez académica de las Enseñanzas de Grado Superior.
Antiguamente situado en un edificio en la Rambla de Santa Cruz, pasó luego a la calle Pedro Suárez Hernández. Es dependiente de la Consejería de Educación, Universidades, Cultura y Deportes del Gobierno de Canarias, y está organizado en ocho departamentos: Canto y cuerda pulsada, Composición, Cuerda frotada, Lenguaje musical, Piano, Viento-Madera, Viento-Metal y Percusión.
Desde 2002, el Grado Superior se imparte, para la comunidad autónoma de Canarias, en el Conservatorio Superior de Música de Canarias. Este centro cuenta con una sede en cada una de las provincias de la comunidad autónoma.

## Alumnos destacados
Algunos de los cantantes más importantes de las islas Canarias han estudiado en el Conservatorio Profesional de Música de Santa Cruz de Tenerife, entre ellos:
- Ana Guerra[2]
- St. Pedro[3]